# Arcitumomab
L'arcitumomab Technetium (99mTc) è un anticorpo monoclonale legato chimicamente al radionuclide Tecnezio-99m. Viene usato per la diagnostica per imaging del cancro del colon retto, è commercializzato dalla Immunomedics con il nome CEA-Scan.
L'anticorpo si lega all'antigene antigene carcino-embrionario (CEA).

### Arcitumomab
- Duccio Volterrani, Giuliano Mariani e Paola Anna Erba, Fondamenti di medicina nucleare: Tecniche e applicazioni, Springer, 2010,  pp. 63–, ISBN 978-88-470-1684-2.
- (EN) Stefan Dübel, Handbook of therapeutic antibodies: Approved therapeutics[collegamento interrotto], Wiley-VCH, 26 marzo 2007,  pp. 1132–, ISBN 978-3-527-31453-9.
- (EN) Martin P. Sandler, R. Edward Coleman e James A. Patton, Diagnostic nuclear medicine, Lippincott Williams & Wilkins, 2003,  pp. 962–, ISBN 978-0-7817-3252-9.
- (EN) Magdy M. Khalil, Basic Sciences of Nuclear Medicine, Springer, maggio 2010,  pp. 50–, ISBN 978-3-540-85961-1.